# Grand Prix Austrálie 2010
Grand Prix Austrálie 2010 (LXXIV Qantas Australian Grand Prix), 2. závod 61. ročníku mistrovství světa jezdců Formule 1 a 52. ročníku poháru konstruktérů, historicky již 822. Grand Prix, se již tradičně odehrála na okruhu v Melbourne.

## Výsledky
- 28. březen 2010
- Okruh Melbourne
- 58 kol × 5,303 km = 307,574 km
- 822. Grand Prix
- 8. vítězství  « Jensona Buttona
- 165. vítězství pro  « McLaren
- 208. vítězství pro  « Velkou Británii
- 151. vítězství pro vůz se startovním číslem « 1

### Závod
| Legenda k tabulce | Legenda k tabulce                                                                       |
| Barva             | Výsledek                                                                                |
| ----------------- | --------------------------------------------------------------------------------------- |
| Zlatá             | Vítěz                                                                                   |
| Stříbrná          | 2. místo                                                                                |
| Bronzová          | 3. místo                                                                                |
| Zelená            | Bodované umístění                                                                       |
| Modrá             | Nebodované umístění                                                                     |
| Modrá             | Dokončil neklasifikován (NC)                                                            |
| Fialová           | Odstoupil (Ret)                                                                         |
| Červená           | Nekvalifikoval se (DNQ)                                                                 |
| Červená           | Nepředkvalifikoval se (DNPQ)                                                            |
| Černá             | Diskvalifikován (DSQ)                                                                   |
| Bílá              | Nestartoval (DNS)                                                                       |
| Bílá              | Závod zrušen (C)                                                                        |
| Světle modrá      | Pouze trénoval (PO)                                                                     |
| Světle modrá      | Páteční testovací jezdec (TD)                                                           |
| Bez barvy         | Netrénoval (DNP)                                                                        |
| Bez barvy         | Vyřazen (EX)                                                                            |
| Bez barvy         | Nepřijel (DNA)                                                                          |
| Bez barvy         | Odvolal účast (WD)                                                                      |
| Bez barvy         | Nezúčastnil se (prázdné)                                                                |
| Označení          | Význam                                                                                  |
| Tučnost           | Pole position                                                                           |
| Kurzíva           | Nejrychlejší kolo                                                                       |
| †                 | Jezdec nedojel do cíle, ale byl klasifikován, protože odjel více než 90 % délky závodu. |
| ‡                 | Byl udělován poloviční počet bodů, protože bylo odjeto méně než 75 % délky závodu.      |
| Horní index       | Umístění bodujících jezdců ve sprintu                                                   |

| Pozice | č.  | Jezdec             | Vůz               | Kolo | Čas         | +/- | Pole | Body | Nej. kolo      | 1. Pitstop   | 2. Pitstop      | 3. Pitstop   |
| ------ | --- | ------------------ | ----------------- | ---- | ----------- | --- | ---- | ---- | -------------- | ------------ | --------------- | ------------ |
| 1      | 1.  | Jenson Button      | McLaren MP4-25    | 58   | 1:33:36,531 | 3   | 4    | 25   | 1:29.291 (6.)  | 6. / 27.295  |                 |              |
| 2      | 11. | Robert Kubica      | Renault R30       | 58   | á 0:12,034  | 7   | 9    | 18   | 1:29.570 (8.)  | 8. / 24.188  |                 |              |
| 3      | 7.  | Felipe Massa       | Ferrari F10       | 58   | á 0:14,488  | 2   | 5    | 15   | 1:29.537 (7.)  | 8. / 29.415  |                 |              |
| 4      | 8.  | Fernando Alonso    | Ferrari F10       | 58   | á 0:16,304  | 1   | 3    | 12   | 1:29.707 (10.) | 8. / 26.821  |                 |              |
| 5      | 4.  | Nico Rosberg       | Mercedes MGP W01  | 58   | á 0:16,683  | 1   | 6    | 10   | 1:28.489       | 8. / 24.885  | 33. / 23.990    |              |
| 6      | 2.  | Lewis Hamilton     | McLaren MP4-25    | 58   | á 0:29,898  | 5   | 11   | 8    | 1:28.506       | 8. / 28.948  | 34. / 24.027    |              |
| 7      | 15. | Vitantonio Liuzzi  | Force India VJM03 | 58   | á 0:59,847  | 6   | 13   | 6    | 1:29.685 (9.)  | 9. / 25.746  |                 |              |
| 8      | 9.  | Rubens Barrichello | Williams FW32     | 58   | á 1:00,236  | 0   | 8    | 4    | 1:29.210 (5.)  | 8. / 25.864  | 31. / 24.129    |              |
| 9      | 6.  | Mark Webber        | Red Bull RB6      | 58   | á 1:07,319  | 7   | 2    | 2    | 1:28.358       | 10. / 23.517 | 32. / 23.986    | 56. / 29.584 |
| 10     | 3.  | Michael Schumacher | Mercedes MGP W01  | 58   | á 1:09,391  | 3   | 7    | 1    | 1:29.185 (4.)  | 1. / 32.742  | 8. / 29.619     | 29. / 24.412 |
| 11     | 11. | Jaime Alguersuari  | Toro Rosso STR5   | 58   | á 1:11,301  | 6   | 17   |      | 1:29.713 (11.) | 9. / 25.273  | 27. / 25.378    |              |
| 12     | 22. | Pedro de la Rosa   | Sauber C29        | 58   | á 1:14,084  | 2   | 14   |      | 1:30.587 (12.) | 8. / 27.069  |                 |              |
| 13     | 19. | Heikki Kovalainen  | Lotus T127        | 56   | á 2 kola    | 6   | 19   |      | 1:33.638 (14.) | 8. / 27.801  |                 |              |
| 14     | 20. | Karun Chandhok     | Hispania F110     | 53   | á 5 kol     | 8   | 22   |      | 1:35.045 (16.) | 8. / 27.526  | 46. / 26.768    |              |
| Pozice | č.  | Odstoupili         | Vůz               | Kolo | Důvod       | +/- | Pole | Body | Nej. kolo      | 1. Pitstop   | 2. Pitstop      | 3. Pitstop   |
| Ret    | 24. | Timo Glock         | Virgin VR-01      | 41   | Odstoupení  |     | 23   |      | 1:34.230 (15.) | 9. / 28.501  |                 |              |
| Ret    | 25. | Lucas di Grassi    | Virgin VR-01      | 26   | Odstoupení  |     | 24   |      | 1:36.607 (17.) | 10. / 27.693 | 25. / 15:47.885 |              |
| Ret    | 5.  | Sebastian Vettel   | Red Bull RB6      | 16   | Brzdy       |     | 1    |      | 1:31.556 (13.) | 9. / 24.527  |                 |              |
| Ret    | 14. | Adrian Sutil       | Force India VJM03 | 9    | Odstoupení  |     | 10   |      | 2:43.223 (19.) |              |                 |              |
| Ret    | 12. | Vitalij Petrov     | Renault R30       | 9    | Nehoda      |     | 18   |      | 1:43.132 (18.) | 8. / 28.963  |                 |              |
| Ret    | 21. | Bruno Senna        | Hispania F110     | 4    | Odstoupení  |     | 21   |      | 2:27.276 (20.) |              |                 |              |
| Ret    | 16. | Sébastien Buemi    | Toro Rosso STR5   | 0    | Kolize      |     | 12   |      |                |              |                 |              |
| Ret    | 10. | Nico Hülkenberg    | Williams FW32     | 0    | Kolize      |     | 15   |      |                |              |                 |              |
| Ret    | 23. | Kamui Kobajaši     | Sauber C29        | 0    | Kolize      |     | 16   |      |                |              |                 |              |
| DNS    | 18. | Jarno Trulli       | Lotus T127        | 0    | Hydraulika  |     | 20   |      |                |              |                 |              |

- žlutě – nejrychlejší pitstop
- červeně – nejpomalejší pitstop

## Postavení na startu
| *                                                       | *                                                    | Kvalifikace III.                        | Kvalifikace II.                         | Kvalifikace I.                          |
| ------------------------------------------------------- | ---------------------------------------------------- | --------------------------------------- | --------------------------------------- | --------------------------------------- |
| _______1_______ Sebastian Vettel Red Bull 1'23.919      |                                                      | Sebastian Vettel Red Bull 1'23.919      | Sebastian Vettel Red Bull 1'24.096      | Sebastian Vettel Red Bull 1'24.774      |
|                                                         | _______2_______ Mark Webber Red Bull 1'24.035        | Mark Webber Red Bull 1'24.035           | Mark Webber Red Bull 1'24.276           | Nico Rosberg Mercedes GP 1'24.788       |
| _______3_______ Fernando Alonso Ferrari 1'24.111        |                                                      | Fernando Alonso Ferrari 1'24.111        | Fernando Alonso Ferrari 1'24.335        | Jenson Button McLaren 1'24.897          |
|                                                         | _______4_______ Jenson Button McLaren 1'24.675       | Jenson Button McLaren 1'24.675          | Jenson Button McLaren 1'24.531          | Lewis Hamilton McLaren 1'25.046         |
| _______5_______ Felipe Massa Ferrari 1'24.837           |                                                      | Felipe Massa Ferrari 1'24.837           | Nico Rosberg Mercedes GP 1'24.788       | Fernando Alonso Ferrari 1'25.082        |
|                                                         | _______6_______ Nico Rosberg Mercedes GP 1'24.884    | Nico Rosberg Mercedes GP 1'24.884       | Michael Schumacher Mercedes GP 1'24.871 | Mark Webber Red Bull 1'25.286           |
| _______7_______ Michael Schumacher Mercedes GP 1'24.927 |                                                      | Michael Schumacher Mercedes GP 1'24.927 | Felipe Massa Ferrari 1'25.010           | Michael Schumacher Mercedes GP 1'25.351 |
|                                                         | _______8_______ Rubens Barrichello Williams 1'25.217 | Rubens Barrichello Williams 1'25.217    | Adrian Sutil Force India 1'25.046       | Adrian Sutil Force India 1'25.504       |
| _______9_______ Robert Kubica Renault 1'25.372          |                                                      | Robert Kubica Renault 1'25.372          | Rubens Barrichello Williams 1'25.085    | Felipe Massa Ferrari 1'25.548           |
|                                                         | _______10_______ Adrian Sutil Force India 1'26.036   | Adrian Sutil Force India 1'26.036       | Robert Kubica Renault 1'25.122          | Robert Kubica Renault 1'25.588          |
| _______11_______ Lewis Hamilton McLaren 1'25.184        |                                                      |                                         | Lewis Hamilton McLaren 1'25.184         | Rubens Barrichello Williams 1'25.702    |
|                                                         | _______12_______ Sébastien Buemi Toro Rosso 1'25.638 |                                         | Sébastien Buemi Toro Rosso 1'25.638     | Nico Hülkenberg Williams 1'25.866       |
| _______13_______ Vitantonio Liuzzi Force India 1'25.743 |                                                      |                                         | Vitantonio Liuzzi Force India 1'25.743  | Sébastien Buemi Toro Rosso 1'26.061     |
|                                                         | _______14_______ Pedro de la Rosa Sauber 1'25.747    |                                         | Pedro de la Rosa Sauber 1'25.747        | Pedro de la Rosa Sauber 1'26.089        |
| _______15_______ Nico Hülkenberg Williams 1'25.748      |                                                      |                                         | Nico Hülkenberg Williams 1'25.748       | Jaime Alguersuari Toro Rosso 1'26.095   |
|                                                         | _______16_______ Kamui Kobajaši Sauber 1'25.777      |                                         | Kamui Kobajaši Sauber 1'25.777          | Vitantonio Liuzzi Force India 1'26.170  |
| _______17_______ Jaime Alguersuari Toro Rosso 1'26.089  |                                                      |                                         | Jaime Alguersuari Toro Rosso 1'26.089   | Kamui Kobajaši Sauber 1'26.251          |
|                                                         | _______18_______ Vitalij Petrov Renault 1'26.471     |                                         |                                         | Vitalij Petrov Renault 1'26.471         |
| _______19_______ Heikki Kovalainen Lotus 1'28.797       |                                                      |                                         |                                         | Heikki Kovalainen Lotus 1'28.797        |
|                                                         | _______20_______ Jarno Trulli Lotus 1'29.111         |                                         |                                         | Jarno Trulli Lotus 1'29.111             |
| _______21_______ Timo Glock Virgin 1'29.592             |                                                      |                                         |                                         | Timo Glock Virgin 1'29.592              |
|                                                         | _______22_______ Lucas di Grassi Virgin 1'30.185     |                                         |                                         | Lucas di Grassi Virgin 1'30.185         |
| _______23_______ Bruno Senna HRT 1'30.526               |                                                      |                                         |                                         | Bruno Senna HRT 1'30.526                |
|                                                         | _______24_______ Karun Chandhok HRT 1'30.613         |                                         |                                         | Karun Chandhok HRT 1'30.613             |

## Tréninky
| *  | I. Trénink                              | *  | II. Trénink                             | *  | III. Trénink                            |
| -- | --------------------------------------- | -- | --------------------------------------- | -- | --------------------------------------- |
| 1  | Robert Kubica Renault 1:26.927          | 1  | Lewis Hamilton McLaren 1:25.801         | 1  | Mark Webber Red Bull 1:24.719           |
| 2  | Nico Rosberg Mercedes GP 1:27.126       | 2  | Jenson Button McLaren 1:26.076          | 2  | Fernando Alonso Ferrari 1:24.929        |
| 3  | Jenson Button McLaren 1:27.482          | 3  | Mark Webber Red Bull Racing 1:26.248    | 3  | Michael Schumacher Mercedes GP 1:24.963 |
| 4  | Felipe Massa Ferrari 1:27.511           | 4  | Michael Schumacher Mercedes GP 1:26.511 | 4  | Sebastian Vettel Red Bull 1:25.122      |
| 5  | Sebastian Vettel Red Bull 1:27.686      | 5  | Vitalij Petrov Renault 1:26.732         | 5  | Nico Rosberg Mercedes GP 1:25.366       |
| 6  | Fernando Alonso Ferrari 1:27.747        | 6  | Sébastien Buemi Toro Rosso 1:26.832     | 6  | Jenson Button McLaren 1:25.399          |
| 7  | Lewis Hamilton McLaren 1:27.793         | 7  | Adrian Sutil Force India 1:26.834       | 7  | Lewis Hamilton McLaren 1:25.505         |
| 8  | Sébastien Buemi Toro Rosso 1:28.014     | 8  | Vitantonio Liuzzi Force India 1:26.835  | 8  | Adrian Sutil Force India 1:25.525       |
| 9  | Vitalij Petrov Renault 1:28.114         | 9  | Rubens Barrichello Williams 1:26.904    | 9  | Felipe Massa Ferrari 1:25.549           |
| 10 | Vitantonio Liuzzi Force India 1:28.192  | 10 | Nico Rosberg Mercedes GP 1:26.956       | 10 | Vitantonio Liuzzi Force India 1:25.782  |
| 11 | Paul di Resta Force India 1:28.537      | 11 | Robert Kubica Renault 1:27.108          | 11 | Rubens Barrichello Williams 1:25.852    |
| 12 | Michael Schumacher Mercedes GP 1:28.550 | 12 | Pedro de la Rosa Sauber 1:27.108        | 12 | Sébastien Buemi Toro Rosso 1:26.104     |
| 13 | Jaime Alguersuari Toro Rosso 1:28.572   | 13 | Kamui Kobajaši Sauber 1:27.455          | 13 | Robert Kubica Renault 1:26.184          |
| 14 | Mark Webber Red Bull 1:28.683           | 14 | Nico Hülkenberg Williams 1:27.545       | 14 | Kamui Kobajaši Sauber 1:26.275          |
| 15 | Pedro de la Rosa Sauber 1:29.465        | 15 | Fernando Alonso Ferrari 1:29.025        | 15 | Jaime Alguersuari Toro Rosso 1:26.368   |
| 16 | Rubens Barrichello Williams 1:29.712    | 16 | Sebastian Vettel Red Bull 1:29.134      | 16 | Vitalij Petrov Renault 1:26.661         |
| 17 | Nico Hülkenberg Williams 1:30.249       | 17 | Felipe Massa Ferrari 1:29.591           | 17 | Nico Hülkenberg Williams 1:26.804       |
| 18 | Kamui Kobajaši Sauber 1:31.588          | 18 | Heikki Kovalainen Lotus 1:29.860        | 18 | Pedro de la Rosa Sauber 1:26.818        |
| 19 | Jarno Trulli Lotus 1:31.652             | 19 | Jaime Alguersuari Toro Rosso 1:30.510   | 19 | Heikki Kovalainen Lotus 1:29.539        |
| 20 | Heikki Kovalainen Lotus 1:31.654        | 20 | Jarno Trulli Lotus 1:30.659             | 20 | Jarno Trulli Lotus 1:29.800             |
| 21 | Lucas di Grassi Virgin 1:32.831         | 21 | Timo Glock Virgin 2:32.117              | 21 | Lucas di Grassi Virgin 1:30.800         |
| 22 | Bruno Senna HRT 1:33.401                | 22 | Lucas di Grassi Virgin -                | 22 | Timo Glock Virgin 1:31.114              |
| 23 | Karun Chandhok HRT 1:34.251             | 23 | Karun Chandhok HRT -                    | 23 | Karun Chandhok HRT 1:34.334             |
| 24 | Timo Glock Virgin 1:34.925              | 24 | Bruno Senna HRT -                       | 24 | Bruno Senna HRT 1:36.649                |

## Zajímavosti
- 1. výhra pro Jensona Buttona a McLaren v této sezoně
- 1. podium pro Jensona Buttona v této sezoně
- 1. body a podium pro Roberta Kubicu a Renault v této sezoně
- 1. kvalifikační double pro Red Bull
- 1. nejrychlejší kolo pro Marka Webbera a Red Bull v této sezoně